# Кванзаа
Кванза (также Кваанза, Кванзаа, англ. Kwanzaa) — один из афроамериканских фестивалей, представляющий собой неделю предновогодних торжеств, длящихся по традиции с 26 декабря (то есть сразу после Рождества) по 1 января каждого года. Главная цель праздника — поддержка, развитие и сохранение африканских традиций, пришедших в Северную Америку (США) вместе с неграми-рабами в XVII—XIX веках. Название праздника происходит от выражения на суахили «матунда я кванза», что в переводе означает «первые плоды». Сам праздник, однако, был введён борцами за права чернокожих в США лишь в 1966—1967 гг. Его отмечает около 15 % афроамериканцев или около 2 % населения США. Во время праздника очень популярна африканская символика.
- Умоджа (Единство)
- Куджичагулья (Самоопределение)
- Уджима (Совместная работа и коллективная ответственность)
- Уджамаа (Сотрудничество)
- Ниа (Целенаправленность)
- Куумба (Творчество)
- Имани (Вера)

## История создания
Праздновать Кванзаа впервые в 1966 году предложил Маулана Каренга — пан-африканец, идеолог "чёрного национализма", участник экстремистской партии "Чёрных Пантер", а также ранее осуждённый за пытки.